# CureVac
CureVac — біофармацевтична компанія зі штаб-квартирою в Тюбінгені, Німеччина, яка розробляє методи лікування на основі матричної РНК (мРНК). Компанія спеціалізується на розробці вакцин проти інфекційних захворювань, ліків проти раку і рідкісних захворювань. Заснована в 2000 році. В листопаді 2014 року CureVac налічувала близько 240 співробітників, а в травні 2018 року — 345 співробітників.
CureVac уклав різні угоди з організаціями, зокрема угоди з Boehringer Ingelheim, Sanofi Pasteur, Johnson & Johnson, Genmab, Білла і Мелінди Гейтс, Eli Lilly and Company, Коаліцією за інновації в галузі забезпечення готовності до епідемій та Міжнародною ініціатівою щодо вакцини проти СНІДу

## Історія
У жовтні 2013 року CureVac розпочала співпрацю з Janssen Pharmaceuticals Inc., компанією Johnson & Johnson, з метою розробки нових вакцин проти грипу. Також 2013 року CureVac анонсувала четвертий спільний проект в серії партнерських відносин з Інститутом дослідження раку, для проведення клінічних випробувань нових імунотерапевтичних методів лікування раку.
У березні 2014 року компанія CureVac була відзначена премією на 2 мільйони євро, присудженою Європейською комісією за стимулювання нових технологій виробництва вакцин, які можуть допомогти світу, що розвивається, оскільки дослідження компанії можуть привести до створення нового покоління вакцин, які не потребують охолодження.
У березні 2015 року інвестор CureVac, Фонд Білла і Мелінди Гейтс, погодився надати окреме фінансування для декількох проектів з розробки профілактичних вакцин на основі запатентованої платформи мРНК CureVac. до вересня 2015 року CureVac розпочав співпрацю з Міжнародною ініціативою щодо вакцин проти СНІДу (IAVI), щоб прискорити розробку вакцин проти СНІДу з використанням імуногенів, розроблених IAVI та партнерами та доправлених за допомогою технології мРНК CureVac. Того ж місяця CureVac оголосила, що відкриє філію в Сполучених Штатах у Бостоні, штат Массачусетс.
Відповідно до угоди з Lilly, 2016 року компанія розпочала будівництво виробничого об'єкта. До 2017 року CureVac отримала близько 359 мільйонів доларів США у вигляді інвестицій в акціонерний капітал і була оцінена в 1,65 мільярда доларів США.

### Вакцина відSARS-CoV-2та втручанняТрампа
11 березня 2020 року стало відомо, що генеральний директор CureVac AG Даніель Менікеллі втратив цю посаду, його змінив засновник компанії Інґмар Герр. З'явилися також повідомлення, що 2 березня 2020 року Менікеллі зустрівся з президентом США Дональдом Трампом. За даними німецької газети Welt am Sonntag, Трамп спробував переконати CureVac передати в розпорядження США ексклюзивні права на майбутню вакцину SARS-CoV-2, а також пропонував провідним співробітниками компанії переїхати до Сполучених Штатів. Reuters, CNBC та South China Morning Post повідомили, що міністерство охорони здоров'я Німеччини підтвердило заяви Welt am Sonntag. У заяві CureVac від 15 березня 2020 року було оголошено, що можлива вакцина від SARS-CoV-2 повинна бути доступна не одній нації, а всьому світу.
15 травня 2020 року фірма оголосила про перший успіх в розробці вакцини від SARS-CoV-2. За повідомленням CureVac, тести на тваринах дали позитивний результат щодо ефективності нової вакцини.